# Mau Blancafort Planas
Mau Blancafort i Planas (Barcelona, 1969) és un emprenedor, escriptor i voluntari social i polític català.
Va estudiar al Col·legi Sant Ignasi - Sarrià de Barcelona i es llicencià posteriorment en Dret a la Universitat Autònoma de Barcelona. Des del 1989 va ser voluntari social d'Amics de la gent gran, essent president de l'organització entre el anys 2011 i 2017. Quan ell era president l'any 2012, la Generalitat li va atorgar a Amics de la gent gran la Creu de Sant Jordi en el vint-i-cinquè aniversari de l'entitat, "per la valuosa contribució a la qualitat de vida i a la dignitat personal que aquesta tasca representa, des del suport emocional, la companyia, la relació i l'amistat que els voluntaris de la Fundació procuren oferir".
Al 2014 va publicar el llibre "Com puc ajudar", unes cròniques íntimes i personals de més de 25 anys com a voluntari social a Amics de la gent gran. Al 2017 va publicar el llibre "Visc a Catalunya… amb il·lusió!", un assaig on fa una proposta cap a la societat participada, on els voluntaris polítics tenen un paper rellevant.